# Považany
Považany (em húngaro: Vágmosóc) é um município da Eslováquia, situado no distrito de Nové Mesto nad Váhom, na região de Trenčín. Tem 8,75 km² de área e sua população em 2018 foi estimada em 1.262 habitantes.

## Demografia
| Ano:        | 1994 | 2004   | 2014   | 2024   |
| ----------- | ---- | ------ | ------ | ------ |
| Broj ljudi: | 1226 | 1274   | 1279   | 1226   |
| Razlika:    |      | +3,91% | +0,39% | -4,14% |

| Ano:               | 2023 | 2024   |
| ------------------ | ---- | ------ |
| Número de pessoas: | 1238 | 1226   |
| Diferença:         |      | -0,96% |